# 霍馬灣
霍馬灣是東非國家肯雅的城鎮，由尼揚扎省負責管轄，位於該國西部維多利亞湖南岸，毗鄰霍馬山，距離魯馬國家公園30公里，海拔高度1,330米，1999年人口32,174。

## 外部連結
- Official site

0°31′S 34°27′E / 0.517°S 34.450°E